# Erupa prodigialis
Erupa prodigialis is een vlinder uit de familie van de grasmotten (Crambidae). De wetenschappelijke naam van de soort is voor het eerst gepubliceerd in 1877 door Philipp Christoph Zeller.
De soort komt voor in Brazilië.